# アラシャサウルス
アラシャサウルス（Alxasaurus、アルクササウルスと表記される事もある）は中生代白亜紀前期に現在の中国（内モンゴル）に生息していたテリジノサウルス類の草食恐竜の属の一つである。体長は3～4メートル。ロシアのクルザーノフ、董枝明、デイル・ラッセルによって記載された。記載者は草食性に移行したオルニトミモサウルス類に近縁な獣脚類としている。
頭骨が欠落していた他はほぼ完全に保存された化石によって知られ、それまで謎の多かったテリジノサウルスの仲間の復元・研究に大いに貢献した種である。骨格は、ふっくらした胴体、長い首と尾を持ち、四肢は短めだった事を示している。また足の幅が広いのも特徴的で、これは湿地帯を歩く事に対する適応と思われる。
学名は化石の発掘地の名称「阿拉善（アラシャン）」に因むもの。